# صقر 358 (صاروخ دفاع جوي)
صقر 358: هو صاروخ جوال أرض جو إيراني الصنع فريد من نوعه، حيث يُعَدُّ صاروخاً مُتسكعاً مضاداً للطائرات. يجمع بين قدرات مُسَيَّرة انتحارية، وصاروخ أرض - جو، ويستخدمه أنصار الله في اليمن، والفصائل المسلحة الموالية لإيران في العراق، وحزب الله في لبنان. كُشِف عن صاروخ صقر 358 أول مرة في اليمن، عام 2019م. يمكن لهذا الصاروخ بحسب المعلومات المتوفرة، التحليق على إرتفاعات تزيد عن 10 كم، ويبلغ مداه الأقصى 100 كم، زيادةً على ذلك، أظهر المقطع المصور الذي نشره أنصار الله في اليمن أن صاروخ صقر 358، لا يتطلب بنية تحتية رئيسة، ويمكن إطلاقه من حامل حديدي بسيط، مثبت على الأرض، أو على شاحنة. لهذا الصاروخ جسم رئيسي أسطواني رفيع لديه ثلاث مجموعات متميزة من الزعانف، للمناورة والاستقرار أثناء الطيران، ويحتوي على حزمة توجيه لنظام الملاحة بالقصور الذاتي ونظام الملاحة عبر الأقمار الصناعية بالإضافة إلى جيروسكوب عمودي ووحدة بيانات جوية وأجهزة استشعار تعمل بالأشعة تحت الحمراء. وقالت صحيفة (The Drive) الأمريكية أن صاروخ صقر 358 يمكنه أن يَستَهدِف بسهولة مروحيات ومسيرات جوية وكذلك أي طائرات عند إقلاعها وهبوطها.

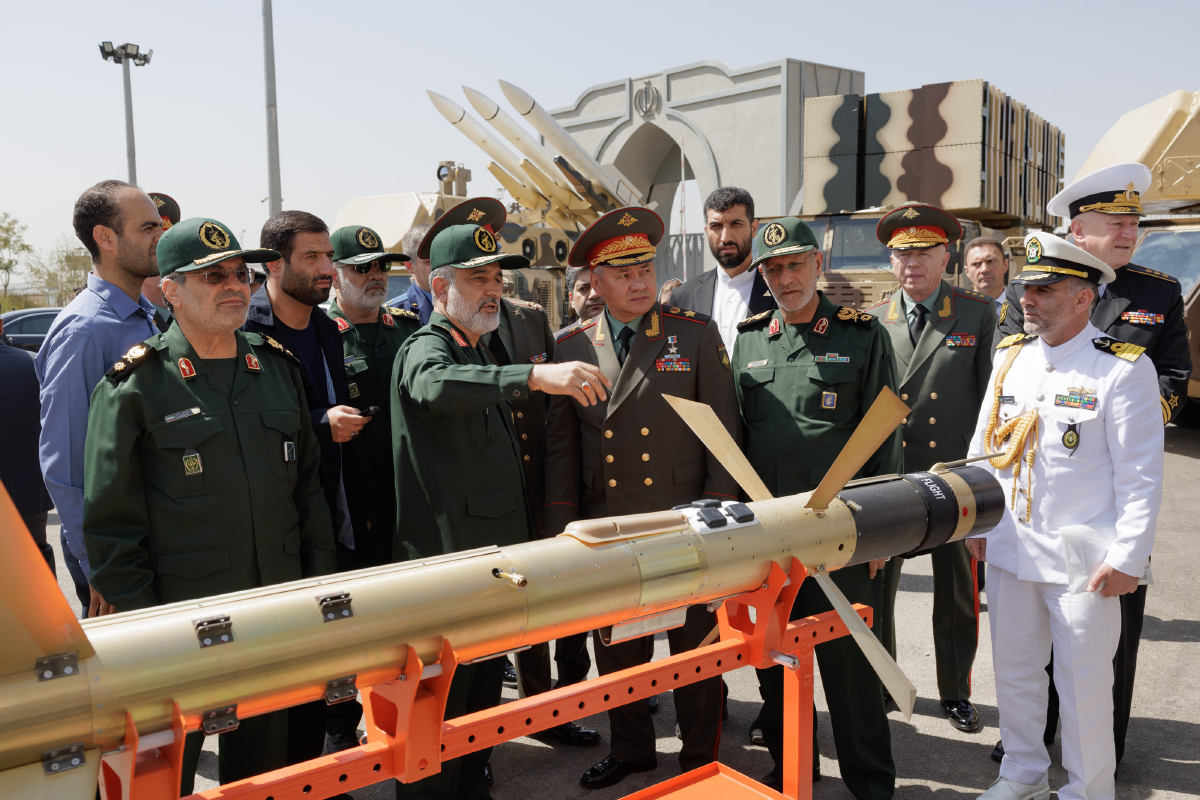
صاروخ صقر 358 الإيراني، والذي تمَّ عرضه على وزير الدفاع الروسي سيرغي شويغو عام 2023م، خلال زيارته معرضاً للقوة الجوية التابعة للحرس الثوري الإيراني.

## نبذة مختصرة
كُشِف عن صاروخ صقر 358 أول مرة في اليمن، عام 2019م. مع أن الخبراء الأميركيين وخبراء الأمم المتحدة، عرضوا أدلةً كثيرةً على أن جمهورية إيران هي من قامت بصنع وتطوير الصاروخ، إلا أن أنصار الله في اليمن قالوا أنهم هم من طوروا الصاروخ محلياً، ومع ذلك، كُشِف أول مرة عن الصاروخ في طهران عام 2023م، في شهر أيلول/ سبتمبر، عندما كان وزير الدفاع الروسي سيرغي شويغو يزور جمهورية إيران لشراء أسلحة إيرانية، زيادةً على ذلك، زار المرشد الإيراني علي خامنئي مجمعاً لصناعة الأسلحة، حيث عُرِضت عليه نسخة أكثر تقدماً من صاروخ (صقر 358) وأكبر، ويصل مداها إلى (150) كم. في شهر شباط/ فبراير من العام 2020م، أكد مسؤولو البنتاغون أن الجمهورية الإسلامية الإيرانية قد طورت نوعاً جديداً من الصواريخ المضادة للطائرات، وقامت بتزويدها للجيش واللجان الشعبية في اليمن، وقد جاء هذا الإدعاء الأمريكي بعد أن تم مصادرة سفينتين محملتين بالأسلحة، من قِبَل سفن حربية تابعة للبحرية الأمريكية في بحر العرب، التي أَطلَقَت عليه إسم (SAM-358). بحسب هذا الإدعاء الأمريكي فهذا يعني أن إيران قد صممت نسخة متطورة لصواريخ دفاع جوي، لم تعلن عنها حتى الآن، لكنها تتمتع بخصائص مهمة، يمكن لفصائل وقوى المحور الإستفادة منها، وصنع معادلة توازن ردع مع التهديدات الجوية.

## المواصفات
يمكن لهذا الصاروخ بحسب المعلومات المتوفرة، التحليق على إرتفاعات تزيد عن 10 كيلومترات، ويبلغ مداه الأقصى 100 كيلومتر، أما طوله فيبلغ 2.7 متراً. ومكونات الصاروخ متاحة ومتوفرة تجارياً، ومحركه الرئيسي عبارة عن توربين غازي (Titan AMT) من شركة (AMT) الهولندية، ووحدة الإستشعار بالقصور الذاتي (MTi-100) من شركة (Xsense Technologies). للصاروخ أداء دون سرعة الصوت مع مدى طويل وقدرة على التحمل، ويستطيع الصاروخ التسكُّع والقيام بمهام إنتحارية. وهو مصمم للطيران بسرعة منخفضة إلى موقع محدد ثم التسكع هناك حتى نفاد وقوده.

## الخصائص
وفقاً لإفادة العديد من الخبراء العسكريين، الذين دققوا بالصور التي أظهرت مكونات هذه الصواريخ، تبيَّن لهم أنها تمتلك الخصائص التالية:
1) أنها صواريخ جوالة كروز مصممة لتجنب الإجراءات الدفاعية الأمريكية.
2) باستطاعتها إسقاط طائرات هليكوبتر عسكرية متطورة، وأغلب أنواع الطائرات بدون طيار، بالإضافة إلى طائرات الشحن العسكري ذات الإقلاع والهبوط العامودي مثل طائرة (في-22 أوسبري).
3) يتكون جسم الصاروخ من ثلاثة أجزاء هي محركان، ورأس حربي متفجر.
4) يمكن إطلاقه عبر قاذفات غير معقدة التصنيع، ما يتيح لرماته حرية العمل خلال كل الظروف الجوية، وضمن كل معايير الحماية والاستتار عن أجهزة رصد ونيران الطرف المقابل.
5) بمجرد إنطلاق الصاروخ والتحليق بسرعة كافية، يسقط المحرك المعزز للوقود الصلب، وحينها يتولى المحرك الأساسي إستكمال المسار نحو الهدف، ويمكن له أن يعمل بواسطة وقود الكيروسين أو الديزل، الموجودين في حاويات مرنة لا تتطلب مضخة وقود منفصلة.
6) يبلغ طول الصاروخ أثناء الطيران حوالي 2.7 متر.
7) يحتوي بدن الصاروخ على عشرات العدسات التي تعمل بالأشعة تحت الحمراء، مرتبة في حلقة (360 درجة) حول الصاروخ، وقادرة على إفشال الإجراءات المضادة التي تستخدمها طائرات الهليكوبتر الأمريكية أو طائرات بدون طيار من نوع MQ-9، لتضليل الصواريخ التي تعمل بالجيروسكوب. كما يحتوي البدن على حاسوب البيانات الجوية، ونظام توجيه نظام ملاحة قصوري (INS) اختصاراً لـ (Inertial navigation system) والجيروسكوب العمودي.
8) مزود بمحرك نفاث مخصص للصواريخ من نوع (micro turbojet)، ما يسمح له الوصول إلى سرعات تفوق سرعة الصوت في البداية، تمكنه من الإقتراب من هدفه، بفارق سرعة قليلة نسبياً على مدى فترة زمنية طويلة (من 5 إلى 15 دقيقة كحدٍ أقصى)، وتنفيذ مناورة الجري من أسفل الهدف (run down).

## عملية الإطلاق
يُطلَق صاروخ صقر 358 من الأرض دون تحديد هدف محدد بالرادار مسبقاً، حيث يوفر قفل الرادار إنذاراً متقدماً للطائرة المستهدفة، كما (تضيء) أزرار قاذفات الصواريخ، ما يجعل الصاروخ هدفاً سهلًا، لذا يُطلَق صاروخ صقر 358 على منطقة قريبة من منطقة وجود الطائرة المستهدفة، باستخدام دافع يعمل بالوقود الصلب، وبعد أن ينفصل، يبدأ المحرك النفاث لصاروخ صقر 358 الذي صنعته شركة (AMT) بالعمل، ثم يبدأ الصاروخ بالبحث عن هدفه، ويثبته باستخدام جهاز إستشعار بصري موجود في رأسه الباحث. زُوِّد صاروخ صقر 358 بمستشعرات تعمل بالأشعة تحت الحمراء، تُمكِّن رأسه الحربي الذي يزن عدة كيلوغرامات من الإنفجار قرب الهدف وتدميره بالشظايا، حتى لو لم يكن للصاروخ تأثير قاصد في الهدف.

## مكونات الصاروخ
يتكون الصاروخ من ثلاثة أجزاء وهي محركان ورأس حربي متفجر، ويمكن تجميع السلاح بعد الشحن وإطلاقه من قاذفة على الأرض، وبمجرد إطلاق الصاروخ وتحليقه بسرعة كافية، يسقط محرك معزز للوقود الصلب ويتولَّى محرك الإنطلاق زمام الأمور، ثم يبحث عن الأهداف. وفقاً لمسؤول عسكري أمريكي، يبلغ طول صاروخ صقر358 حوالي ثلاثة أمتار ، ويمكن أن يعمل على وقود الكيروسين أو الديزل. ويعتقد أن عشرات العدسات التي تعمل بالأشعة تحت الحمراء المدمجة حول الصاروخ قادرة على هزيمة الإجراءات المضادة التي تستخدم في البحث عن الحرارة والتي تستخدمها طائرات الهليكوبتر التابعة للتحالف عادةً.

## الإستخدام الخارجي
ادعى مسؤولو البنتاغون في شباط من العام 2020م، أنَّ الجمهورية الإسلامية الإيرانية قد طوَّرت نوعاً جديداً من الصواريخ المضادة للطائرات، وقامت بتزويدها للجيش واللجان الشعبية في اليمن. لذلك وبعد كل هذه المعطيات، وفي حال صح هذا الادعاء الأمريكي، نستطيع عندها الاستنتاج أنَّ وصول هذه الصواريخ ولو بشكل مفكك، إلى أي ساحة من ساحات المقاومة، لا سيما في لبنان أو فلسطين، عندها سيواجه سلاح الجو الإسرائيلي وضعاً خطيراً، يجعل طائراته (مروحيات – طائرات مسيرة) تحت نار الاستهداف، أو أقلُّه الخروج من ساحة المواجهة والمعادلات. وهذه أهم الجهات أو الدول التي تستخدم صاروخ صقر 358:
 اليمن
في شهر شباط/ فبراير من العام 2020م، أكد مسؤولو البنتاغون أنَّ الجمهورية الإسلامية الإيرانية قد طوَّرت نوعاً جديداً من الصواريخ المضادة للطائرات، وقامت بتزويدها للجيش واللجان الشعبية في اليمن. وفي 25 نوفمبر 2019م، ضبطت البحرية الأمريكية سفينة كانت تقوم بتهريب صواريخ 358 إلى جماعة أنصار الله الحوثيين في دولة اليمن. وذُكِر في مصادر مختلفة، أنَّ صاروخ (صقر 358) استُخدِم لإسقاط مُسَيَّرة أميركية نوع (Scan Eagle) فوق اليمن، في حزيران/ يوليو عام 2021م. في شهر ديسمبر عام 2023م، نشر أنصار الله في اليمن مقطعاً مُصوراً لإسقاط مُسَيَّرة أميركية نوع (MQ-9 Reaper)، وأظهر تحليل المقطع المصور، أنَّ المُسَيَّرة أُسقِطت بصاروخ صقر 358، كما أكدت الولايات المتحدة الأمريكية أنَّ إحدى مُسَيَّراتها أُسقِطت قبالة سواحل اليمن.
 لبنان
أعلن حزب الله، في 18 تشرين الثاني عام 2023م، أنَّه أصاب مُسَيَّرة إسرائيلية أُخرى، ونشر مقطعاً مصوراً للعملية، إذ أظهر المقطع المصور مُسَيَّرة إسرائيلية نوع (هرمز 450) وهي تُصاب بصاروخ، لكن، دون انفجار، وفي ضوء ما قاله فابيان هينز (الباحث في المعهد الدولي للدراسات الاستراتيجية): «يتوافق المقطع المصور كثيراً، مع تأثير صاروخ صقر 358، دون انفجار رأسه الحربي». في 28 أكتوبر 2023م، استخدم حزب الله صاروخ صقر 358 لإسقاط طائرة إسرائيلية بدون طيار.
 العراق
في عام 2021م، أعلنت السلطات العراقية أنَّها عثرت على صواريخ صقر 358 الإيرانية الصنع بالقرب من قاعدة طوز خورماتو الجوية بمحافظة صلاح الدين. والذي يُرصَّد لأول مرة في العراق، والذي لاتمتلكه سوى قوات أنصار الله الحوثية في اليمن، وهو صاروخ من صنع إيراني. العثور على هذا النوع من الصواريخ أعتبره مختصون بأنَّه "تطور ملفت بالساحة العراقية".
 سوريا
في 23 أيلول/ سبتمبر عام 2021م، استخدمت مجموعات مدعومة من جمهورية إيران نسخة مماثلة من طراز صاروخ صقر 358 الإيراني المتطور في هجوم أرضي في إدلب بسوريا.

## ردود أفعال
الولايات المتحدة
وزارة الدفاع الأمريكية:
قال مسؤولون عسكريون أميركيون لصحيفة نيويورك تايمز، إنَّ صاروخ صقر-358 يمثل تهديداً خاصاً للمُسَيَّرات والمروحيات.
صحيفة The Drive الأمريكية:
قالت صحيفة The Drive الأمريكية أنَّ طهران اعترفت لأول مرة بمشاركتها في تطوير هذا السلاح. وهو صاروخ طويل رفيع مزود بـ3 أطقم من الدفات يشبه درون "لانسيت" الروسي كبير الحجم، لكنَّ في مقدمته حلقتان من المستشعرات البصرية ورأس حراري موجَّه ذاتياً بدلاً من كاميرا تلفزيونية. وقالت الصحيفة إن إطلاق "المنتج الـ358" يتم بواسطة منصة تسريع عاملة بالوقود الصلب، ثمَّ يتمُّ تشغيل محرك التربو النفاث ليحلق إلى منطقة معينة له حيث يحلق في الجو في انتظار هدف. وفيما يتعلق بحلقات المستشعرات فهي إمَّا أجهزة استشعار تعمل بالأشعة تحت الحمراء تستخدم موجات مختلفة لتجاوز مصائد الحرارة، أو أجهزة ليزر.
 إسرائيل
صحيفة هاآرتس:
في تقريرٍ لصحيفة هاآرتس الإسرائيلية تحت عنوان (صاروخ صقر 358 الإيراني يستهدف المُسَيَّرات الإسرائيلية والأميركية)، حيث كان ملخص هذا التقرير أنَّ حزب الله اللبناني هاجم مُسَيَّرات للجيش الإسرائيلي، باستخدام صواريخ إيرانية متقدمة، كما أُسقِطت مُسَيَّرات أميركية في اليمن سابقاً.

## مواضيع ذات صلة
- أميد (قمر صناعي)
- وكالة الفضاء الإيرانية
- نور 1 (قمر صناعي)
- نور 2 (قمر صناعي)
- نور 3 (قمر صناعي)
- نويد (قمر اصطناعي)
- أميد (قمر صناعي)
- كبسولة بيشكام
- وكالة الفضاء الإيرانية
- الطائرات الايرانية بدون طيار
- برنامج الصواريخ الإيرانية